# Hilde Körber
Hilde Körber, född 3 juli 1906 i Wien, död 31 maj 1969 i Berlin, var en österrikisk skådespelare. Åren 1929-1938 var hon gift med  regissören Veit Harlan och fick med honom dottern Maria. Hilde Körber grundade Max-Reinhardt-Schule i Berlin 1951.